# Soluna Samay

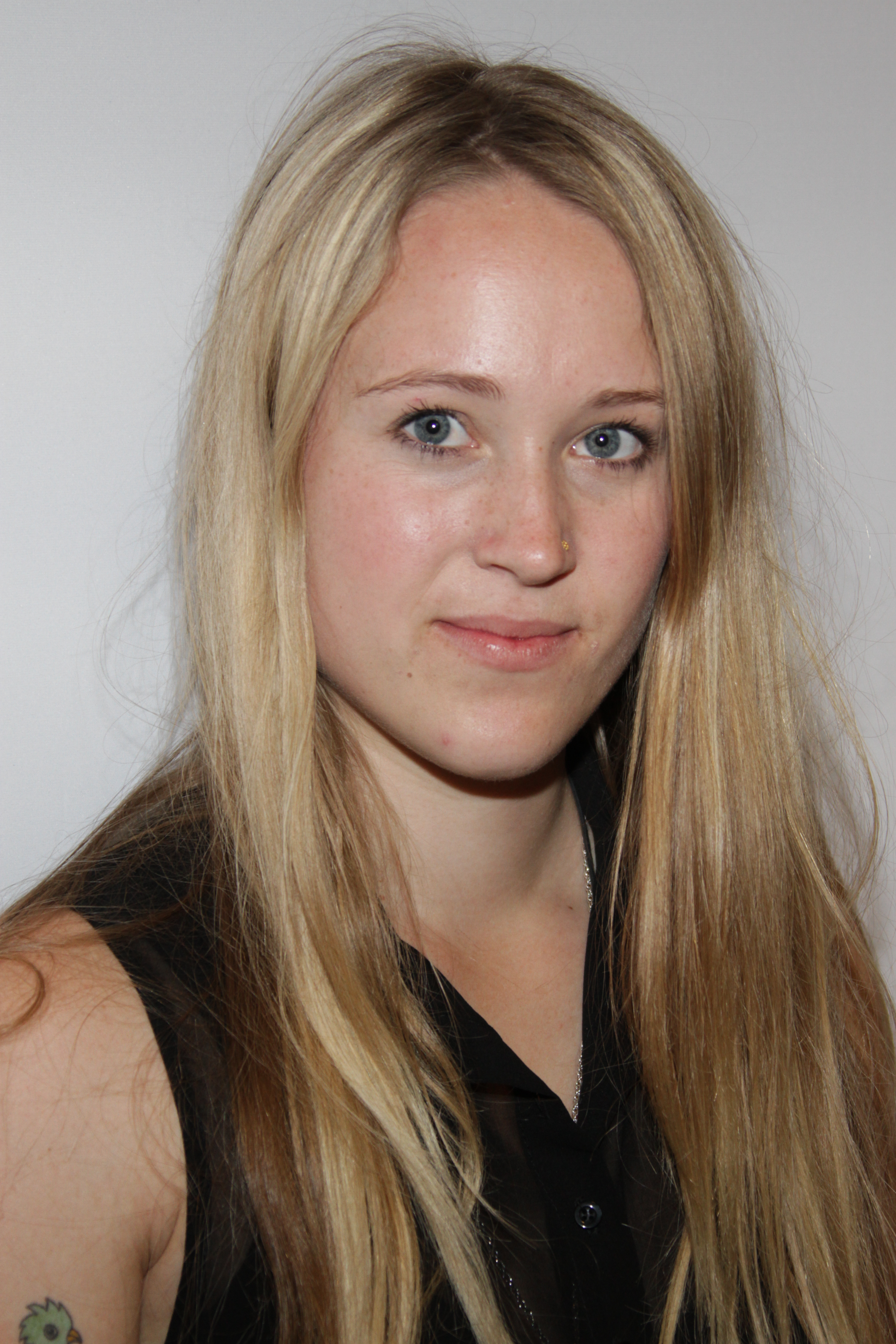
Soluna Samay.

Soluna Samay Kettel (Cidade da Guatemala, 27 de agosto) é uma cantora e guitarrista dinamarquesa, nascida na Guatemala, e de ascendência alemã. Ela se tornou conhecida como parte do Gee Gee & Soluna. A banda foi fundada pelo seu pai, Gerd George Kettel. Soluna representou a Dinamarca no Festival Eurovisão da Canção 2012 em Baku, Azerbaijão, ficando em 9º lugar com a musica "Should've Known Better" ( Deveria ter conhecido melhor ).

## Discografia

### Álbuns
- "Sing Out Loud" (Album; Baltic Records; 2011)

### Singles
- "I Wish I Was a Seagull" (Single; Ozella Music; 2003)
- "Two Seconds Ago" (Single; Baltic Records; 2011)
- "Should've Known Better" (Single; EMI Denmark; 2011)[1]